# Zespół Szkół Ekonomiczno-Odzieżowych w Gnieźnie
Zespół Szkół Ekonomicznych w Gnieźnie im. Stefana Kardynała Wyszyńskiego Prymasa Tysiąclecia – szkoła ponadpodstawowa w Gnieźnie, w skład której wchodzą:
- Technikum Ekonomiczne
- Technikum Informatyczne
- Technikum Logistyczne
- Technikum Reklamy
- Technikum Rachunkowości

## Historia
Szkoła została założona w 1901 roku. Początkowo jej budynek należał do władz pruskich. W okresie I wojny światowej dyrektorem był prawdopodobnie Niemiec, Rogatz.
Szkoła przeszła całkowicie w polskie ręce dopiero w 1918 roku. Wtenczas pracę w szkole rozpoczęli polscy nauczyciele. Dyrektorem został mianowany Wacław Fischer. W skład zespołu wchodziły: Szkoła Handlowa, Szkoła Rzemieślnicza, kurs rzemieślniczy, Szkoła Krawiecka, Szkoła Bieliźniarska, kursy gospodarstwa domowego i bieliźniarstwa. W latach trzydziestych, po zmianach ustawowych, utworzono gimnazjum kupieckie.
Podczas II wojny światowej budynek służył jako niemiecki szpital wojskowy. W czasie wojny zginęło wielu nauczycieli, a niektórzy nie powrócili już do pracy w szkole. W 1945 roku szkoła znów znalazła się w budynku przy ulicy Bolesława Chrobrego. Po przezwyciężeniu wszystkich przeciwności, uczniowie mogli się kształcić w Miejskim Koedukacyjnym Gimnazjum Kupieckim i Liceum Handlowym, którego dyrektorem został Wacław Horodyski. W kolejnych latach zmieniała się struktura placówki.
W roku szkolnym 1974/1975 poszczególne szkoły połączyły się w Zespół Szkół Zawodowych nr 1. Na emeryturę przeszedł dyr. Marian Rafiński, a jego stanowisko powierzono Kazimierzowi Putzowi.
W roku 1990 nowym dyrektorem szkoły został jej absolwent, Jerzy Stachowiak.
Rok szkolny 1992/1993 był czasem zmian. 10 grudnia 1992 roku zmieniono nazwę na Zespół Szkół Ekonomiczno-Odzieżowych. Szkoły gastronomiczne zostały przeniesione do Zespołu Szkół Zawodowych nr 4.
W roku 2001 odbyły się uroczyste obchody stulecia szkoły.
Kolejne zmiany w strukturze Zespołu Szkół Ekonomiczno-Odzieżowych przyniosła reforma edukacji. Utworzono trzyletnie liceum profilowane, czteroletnie technika: ekonomiczne, handlowe, odzieżowe, a także Technikum Uzupełniające dla Dorosłych, Zasadniczą Szkołę Zawodową Handlową i Odzieżową oraz Szkołę Policealną. Obecnie placówka nosi nazwę Zespołu Szkół Ekonomicznych.
W roku 2007 dyrektorem został Sławomir Wierzelewski. Wtedy też został uruchomiony kolejny kierunek kształcenia – czteroletnie technikum informatyczne. W październiku tego samego roku, nastąpiło uroczyste nadanie szkole imienia Stefana Kardynała Wyszyńskiego Prymasa Tysiąclecia.
Od 1 września 2008 szkoła kształci także w kierunku technik logistyk.
Od 1 września 2019 roku dyrektorem szkoły jest Łukasz Muciok. 
1 lipca 2024 nowym dyrektorem został Daniel Popielarz.

## Budynek szkoły
Gmach szkoły został wpisany do rejestru zabytków 31 marca 2004.